# Yōichi Masuzoe
Yōichi Masuzoe (舛添 要一 Masuzoe Yōichi?) (Yahata, prefectura de Fukuoka, 29 de noviembre de 1948) es un político japonés que sirvió como miembro de la Cámara de Consejeros y como ministro de salud, trabajo y bienestar entre 2007 y 2009. Fue gobernador de Tokio desde el 9 de febrero de 2014 hasta su renuncia el 21 de junio de 2016. Antes de ingresar en la política, era un reconocido comentarista de televisión.

## Primeros años
Masuzoe nació en Kitakyushu, Prefectura de Fukuoka el 29 de noviembre de 1948. Se graduó en la Yahata High School en 1967 e ingresó a la Universidad de Tokio donde realizó estudios sobre los procedimientos políticos de Francia. Fue un asistente académico en la Universidad de Tokio desde 1991 y después estuvo varios años en Europa como profesor investigador en la Universidad de París de 1973 a 1975 y se graduó en el Instituto de estudios internacionales en Génova, Italia. Fue después profesor asistente en la Universidad de Tokio de 1979 a 1989 y se estableció después en el Instituto japonés de política económica. Comenzó a ser invitado frecuentemente a talk shows de televisión en Japón, particularmente en el popular programa de "TV Tackle" conducido por Takeshi Kitano.
En 1998 publicó un libro titulado "Cuando le pongo un pañal a mi madre" que detallaba experiencias del cuidado de su madre y los obstáculos impuestos por el sistema de seguridad social. El libro vendió 100,000 copias, más que cualquier otro de sus trabajos anteriores y catapultó a Masuzoe como una autoridad en la sociedad de Japón.

## Carrera legislativa

### Partido liberal demócrata
Masuzoe fue candidato para legislador de Tokio en las elecciones de 1999, junto con otros 19 candidatos.

## Gobernador de Tokio
Masuzoe fue considerado como un candidato potencial para la gobernatura de Tokio para la elección de 2014 resultando ganador de esta elección.

## Vida personal
Masuzoe se ha casado tres veces. Su primera esposa fue una mujer francesa que conoció cuando estudiaba en Europa y posteriormente se divorciaron. Después se casó con la ministra de finanzas Satsuki Katayama en 1986 divorciándose tres años después.